# Danièle Laumann
Danièle Laumann (Toronto, 8 luglio 1961) è un'ex canottiera canadese, sorella maggiore di Silken Laumann con cui vinse una medaglia di bronzo olimpica ai Giochi olimpici di Los Angeles 1984.

## Palmarès
| Anno | Manifestazione  | Sede        | Evento        | Risultato | Prestazione | Note |
| ---- | --------------- | ----------- | ------------- | --------- | ----------- | ---- |
| 1984 | Giochi olimpici | Los Angeles | Due di coppia | Bronzo    | 3'29"82     |      |